# Конвенції «Про міжнародно-правове об’єднання»
Конвенції «Про міжнародно-правове об'єднання»

## Конвенція «Про міжнародно-правове об'єднання» УНР та російського політичного комітету 1921
Двостороння угода, підписана 1 квітня 1921 у Варшаві Отто Ейхельманом, Л. Михайловим, Станіславом Стемпковським (від першого уряду Державного центру УНР на еміграції під керівництвом В'ячеслава Прокоповича) та Д. Філософовим і Олександром Дикгоф-Деренталем (від Рос. політ. к-ту), затверджена 2 квітня 1921 Андрієм Ніковським і 6 квітня 1921 — Борисом Савінковим. Містила взаємне визнання суверенності сторін в етнічних межах; передбачала обмін офіційними представниками для інформації та зміцнення союзних відносин, узгодження і, в разі потреби, об'єднання дипломатичних представництв (за участю також Білоруської Народної Республіки, Грузинської Демократичної Республіки і Кубанської Народної Республіки) та спільне військово-політичне керівництво антибільшовицьким повстанським рухом, для чого обрана з представників договірних сторін спеціальна комісія мала виробити стратегічний план. Термін дії конвенції передбачалося визначити окремою умовою. (Див. також Конвенція «Про міжнародно-правове об'єднання» між Державним центром Української Народної Республіки на еміграції та Донською демократичною групою 1921).

## Конвенція «Про міжнародно-правове об'єднання» між державним центром УНР на еміграції та донською демократичною групою 1921
Двостороння угода про взаємовизнання та об'єднання зусиль Державного центру УНР на еміграції (ДЦ УНР) й Донської демократичної групи, що оформилася в середовищі евакуйованих до Болгарії з Криму підрозділів Донського козачого корпусу, у рамках спільного антибільшовицького фронту. Підписана у Тарнові (Польща) 2 квітня 1921 міністром закордонних справ ДЦ УНР Андрієм Ніковським і заступником голови Донського військового кругу полковником М. Гнилорибовим, який представляв Донську демократичну групу. Складалася з 14 статей. Розмежування території УНР і Області Війська Донського (ОВД) відкладалося на розгляд парламентських органів обох держав у майбутньому, а доти межі ОВД визнавалися за станом на 1917 (ст. 3). Передбачалася можливість створення спільних офіційних представництв до урядів ін. країн і до установ Ліги Націй (ст. 6). Договірні сторони зобов'язалися за першої нагоди укласти фінансовий та економічний договори. З огляду на активізацію антибільшовицького повстанського руху ДЦ УНР і Донська демократична група задекларували намір узяти на себе політичне керівництво ним і виробити з цією метою загальний стратегічний план (ст. 9). Ст. 11 передбачала укладення військової конвенції щодо спільної військової боротьби регулярних військ проти радянських урядів. Спираючись на вже укладені союзні угоди УНР із Кубанською Народною Республікою та ДЦ УНР з Російським політичним комітетом Бориса Савінкова (див. Конвенція «Про міжнародно-правове об'єднання» Української Народної Республіки та Російського політичного комітету 1921), а також між останнім і Кубанською радою, МЗС ДЦ УНР висунуло завдання завершити договірно-правове оформлення Чорноморського союзу шляхом підписання аналогічних договорів з урядами Грузинської Демократичної Республіки, Азербайджанської Демократичної Республіки та Вірменської Демократичної Республіки. Департамент чужоземних справ МЗС ДЦ УНР 21 квітня 1921 розіслав усім послам і головам дипломатичних місій «Загальну інструкцію у справі організації конференції і союзу Причорноморських держав» у складі України, Дону, Кубані, Тереку, Закавказьких республік і Російського політичного комітету.